# Ornithostaphylos oppositifolia
Ornithostaphylos oppositifolia là một loài thực vật có hoa trong họ Thạch nam. Loài này được (Parry) Small mô tả khoa học đầu tiên năm 1914.

## Gallery

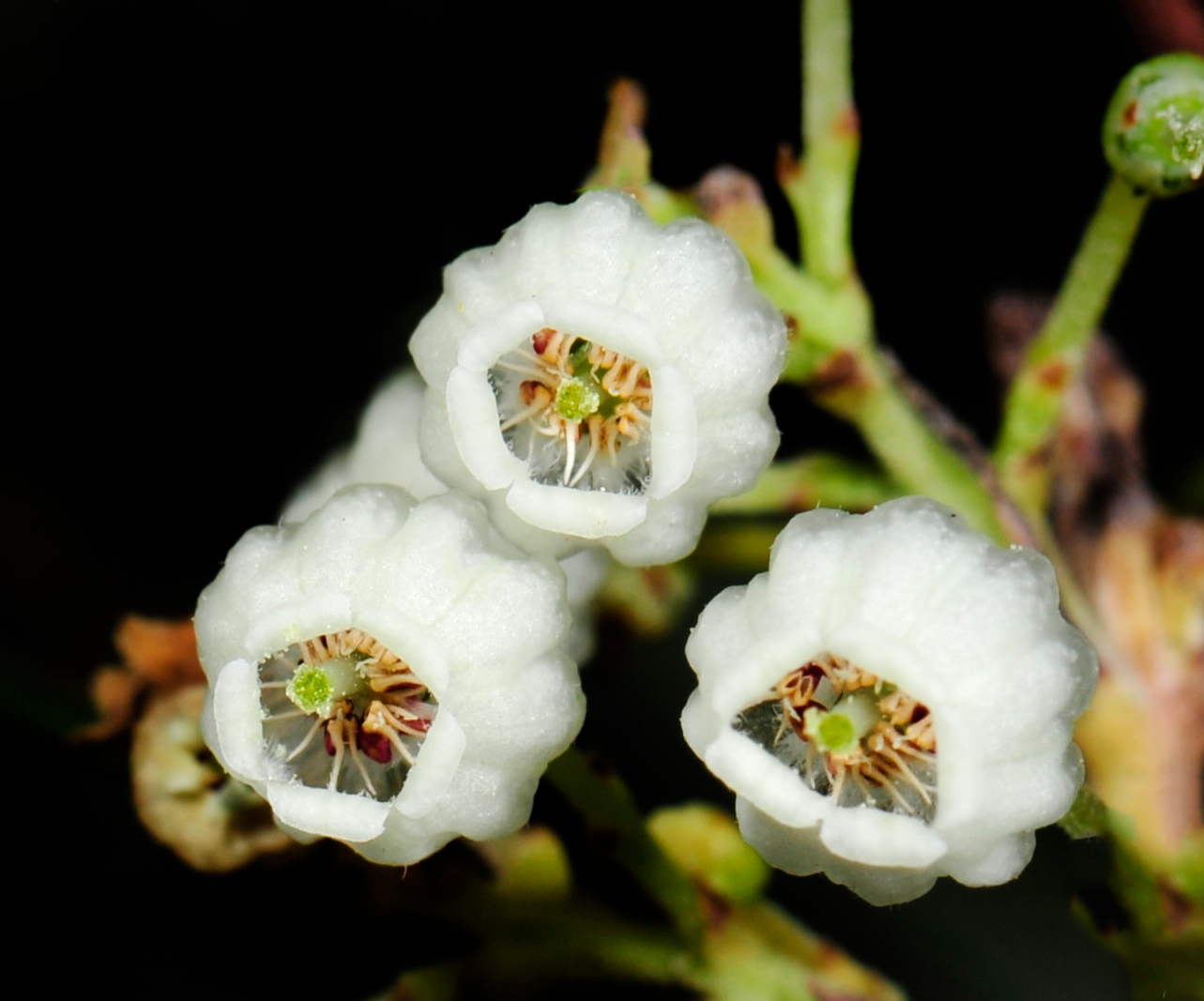
Detail of the flowers, with a view to their insides
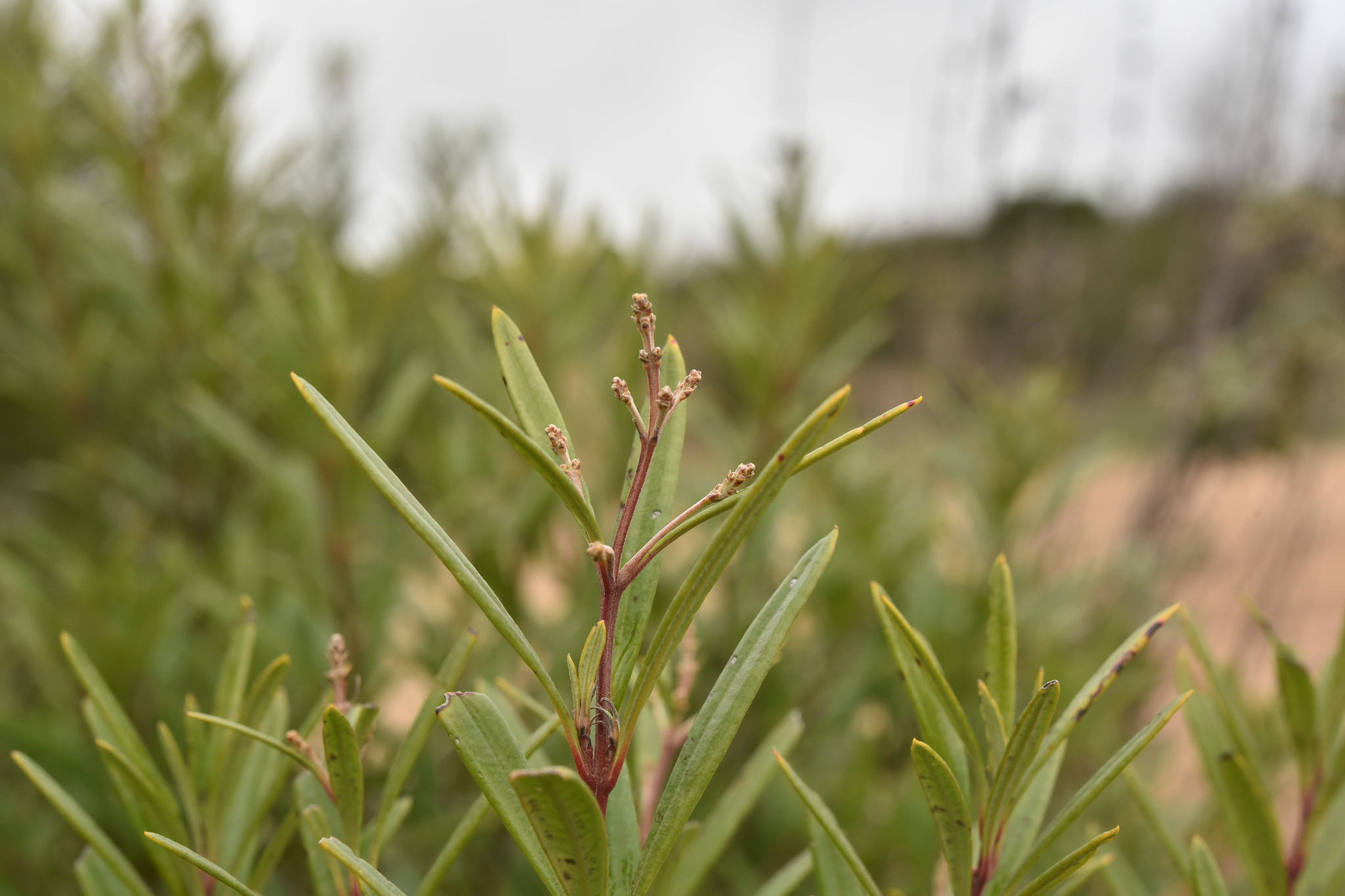
A nascent inflorescence with leaves
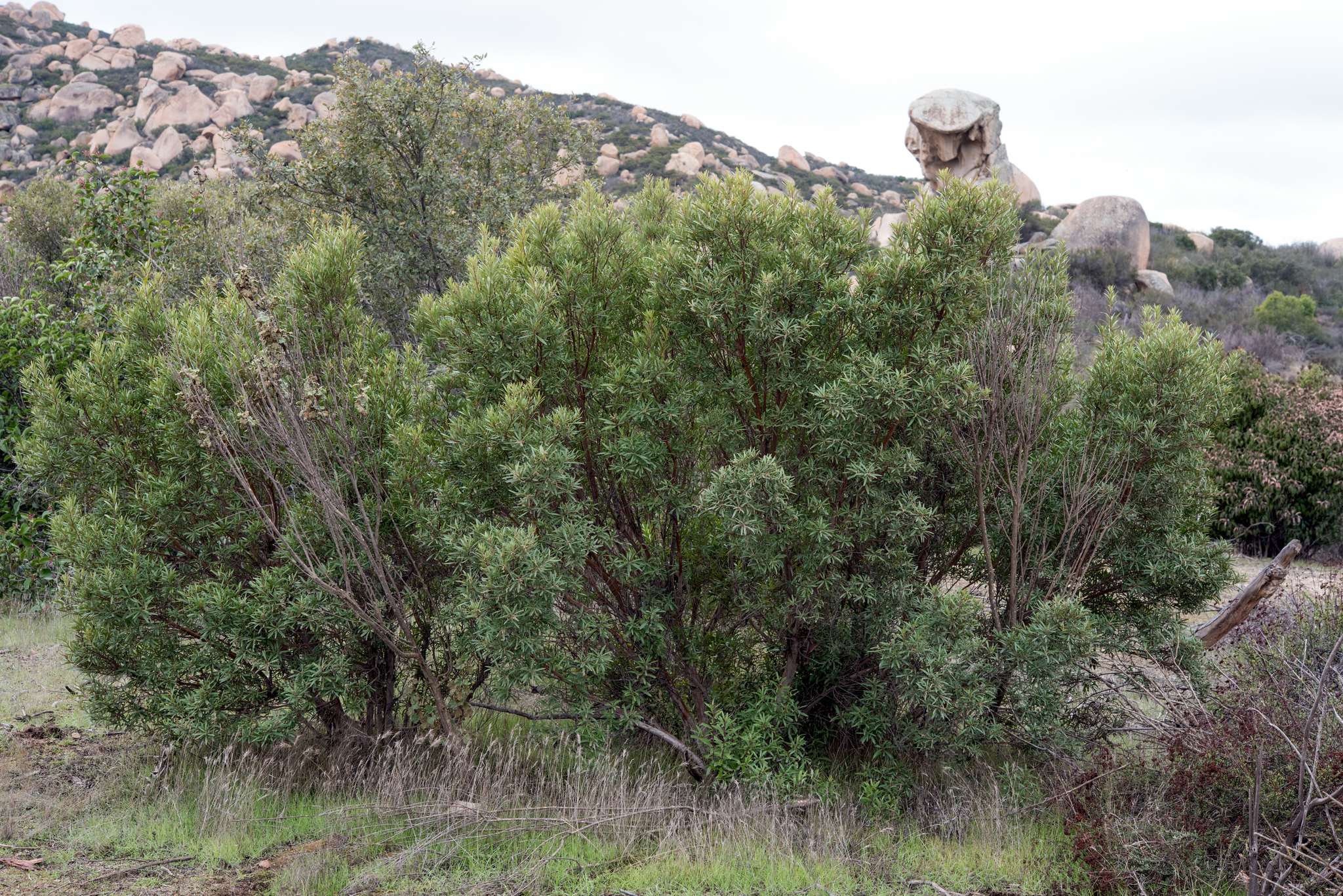
The plant in habitat
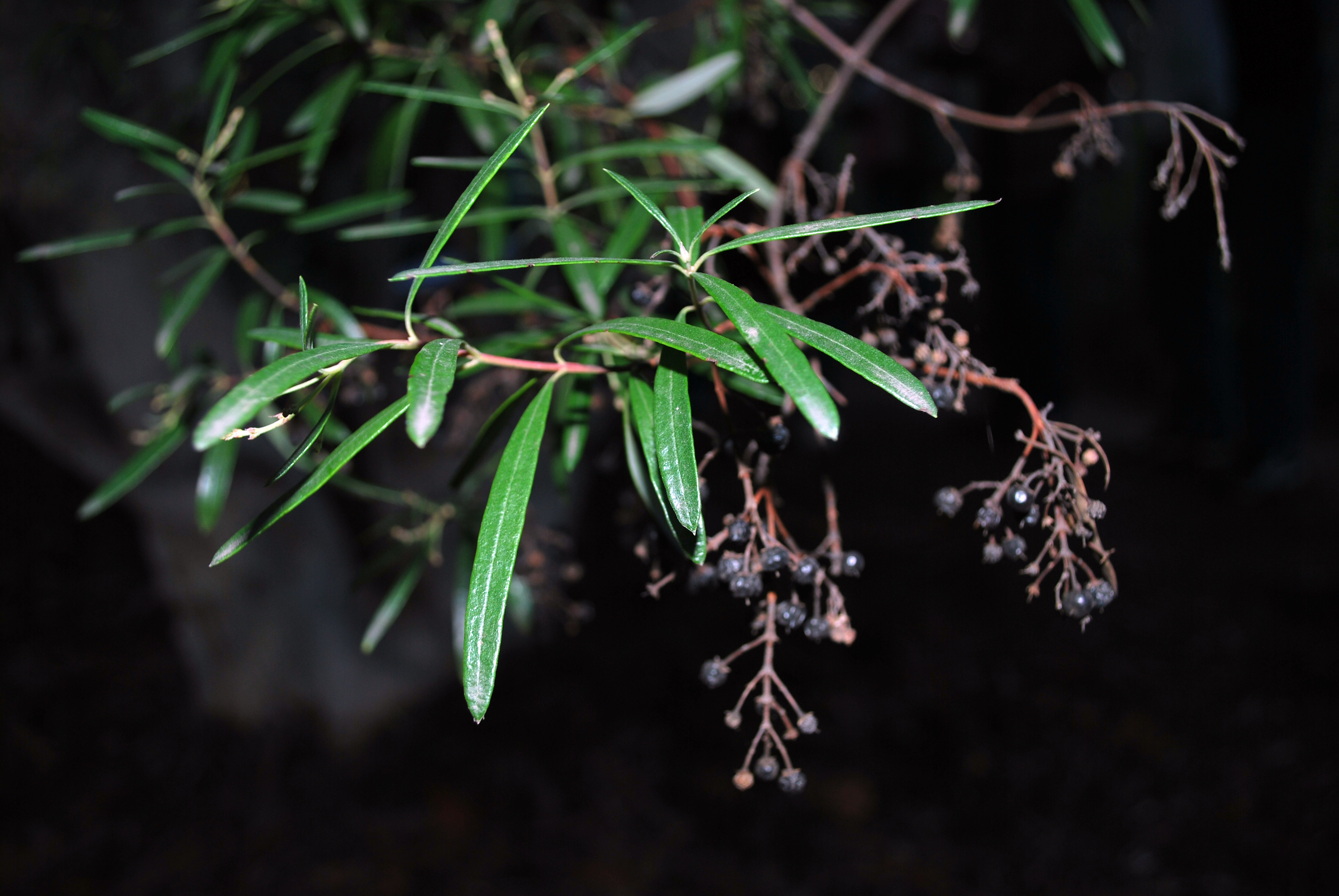
The old inflorescence with drupes
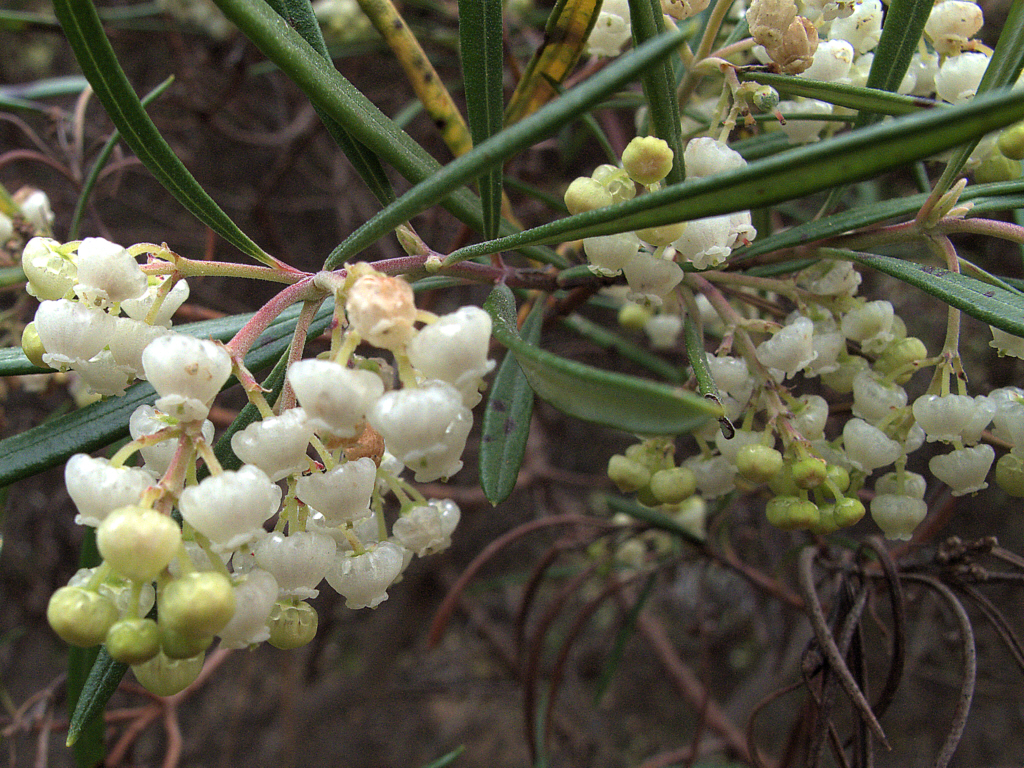
Flowering at the Regional Parks Botanic Garden